# Doom: Annihilation
Doom: Annihilation è un film statunitense del 2019 diretto da Tony Giglio. È un reboot basato sulla serie di videogiochi Doom ed è il secondo film live-action dopo Doom del 2005. È inedito in Italia.

## Trama
Un gruppo di marines della UAC risponde a una richiesta di soccorso da una base scientifica top-secret su Phobos, una luna di Marte, solo per scoprire che è stata invasa da demoni che cercano di creare l'inferno sulla Terra.